# Челерина
Челерина или Шларинья (итал. Celerina, романш. Schlarigna) — коммуна в Швейцарии, в кантоне Граубюнден.
Входит в состав округа Малоя. Население составляет 1360 человек (на 31 декабря 2006 года). Официальный код — 3782.

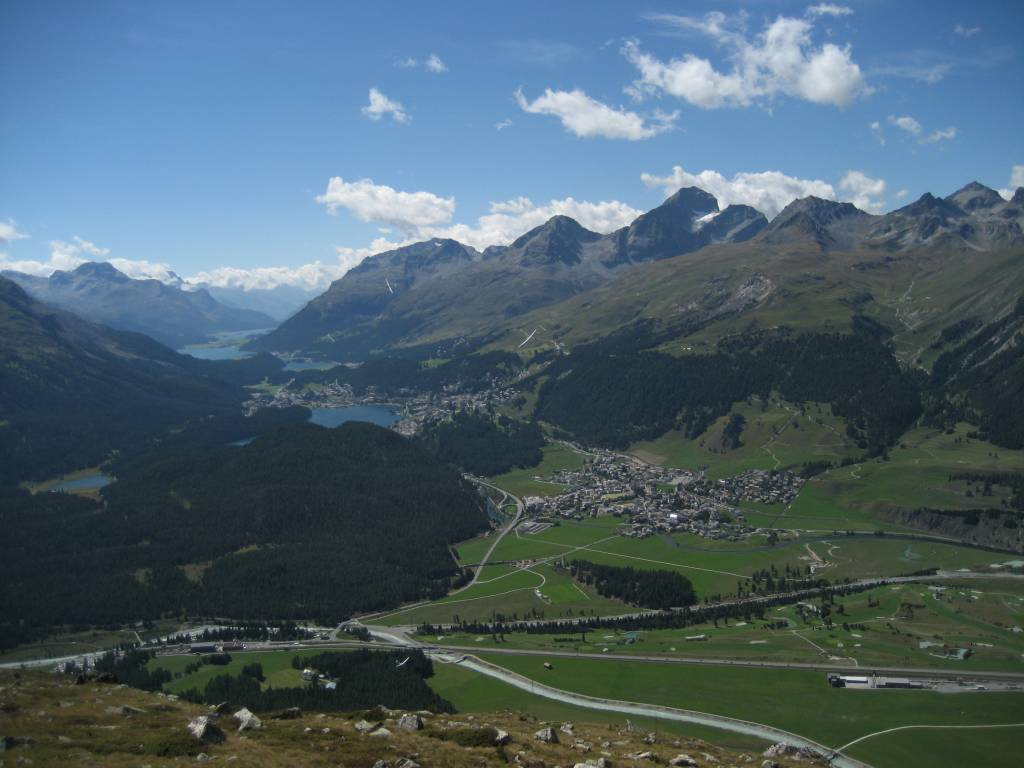
Челерина